# سیمپلیسیوس

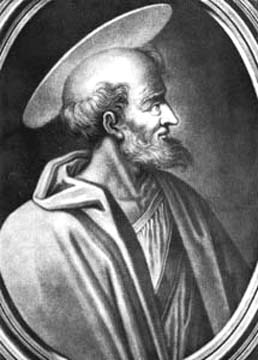

پاپ سیمپلیسیوس (به انگلیسی: Pope Simplicius) یکی از پاپ‌های کلیسای کاتولیک رم بود که در ایتالیا به دنیا آمد و بین سال‌های ۴۶۸ تا ۴۸۳ میلادی پاپ بود.